# Галишин, Анатолий Антонович
Анатолий Антонович Галишин (03.09.1914 — не позднее 1986) — бригадир наладчиков Бельцкого сахспирткомбината, Молдавская ССР, Герой Социалистического Труда (23.05.1966).
Родился 3 сентября 1914 года в г. Бельцы Бессарабской губернии.
С 1930 года работал на строительстве сахарного завода, с 1933 года — на самом заводе.
В 1944 году после освобождения города от румынской оккупации призван в Советскую Армию. Участник Великой Отечественной войны, служил сапёром в подразделении, задачей которого было устройство переправ через реки и дорог по болотистой местности.
В 1946 году после демобилизации вернулся в Бельцы, снова стал работать на сахарном заводе, после реконструкции преобразованном в сахспирткомбинат. Сразу был назначен бригадиром наладчиков технологического оборудования сахарного производства свеклоперерабатывающего цеха. Начал с того, что механизировал выгрузку жома.
Его бригаде, выполнявшей производственные задания в среднем на 115 процентов, первой на комбинате присвоено звание коллектива коммунистического труда.
За семилетку внёс 12 рационализаторских предложений, использовавшихся в том числе при установке новой диффузионной батареи производительностью в полтора раза выше прежней (сначала считали, что размеры помещения недостаточны для её установки). Его рацпредложения позволили сократить сроки ремонта оборудования.
За особые заслуги в выполнении заданий семилетнего плана и достижение высоких технико-экономических показателей по производству сахара Указом Президиума Верховного Совета СССР от 23 мая 1966 г. присвоено звание Героя Социалистического Труда с вручением ордена Ленина и золотой медали «Серп и Молот».